# 9510 Ґурнеманц
9510 Ґурнеманц (9510 Gurnemanz) — астероїд головного поясу, відкритий 16 жовтня 1977 року.
Тіссеранів параметр щодо Юпітера — 3,204.